# Pfarrkirche Gerersdorf bei Güssing

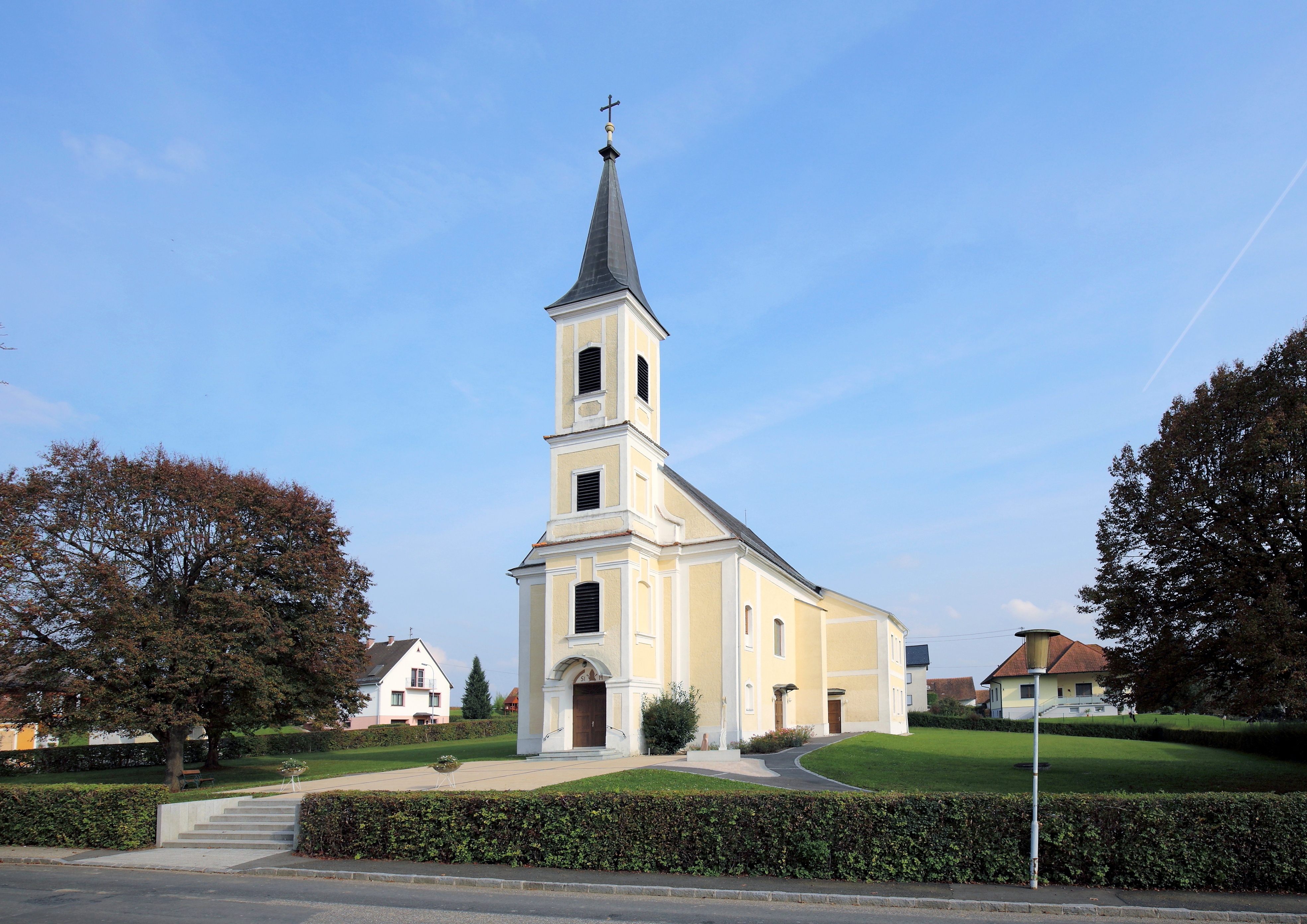
Westansicht der Pfarrkirche

Die römisch-katholische Pfarrkirche Gerersdorf bei Güssing steht in der Katastralgemeinde Gerersdorf der Gemeinde Gerersdorf-Sulz (ungarisch: Németszentgrót-Sóskút) im Bezirk Güssing im Burgenland. Sie ist dem heiligen Martin gewidmet und gehört zum Dekanat Güssing in der Diözese Eisenstadt. Das Gebäude steht unter Denkmalschutz.

## Geschichte
Die Pfarre wurde laut Urkunde 1798 gegründet. Die heutige Kirche wurde in den Jahren 1810/11 errichtet. Im Jahr 1972 wurde sie restauriert.

## Architektur und Ausstattung

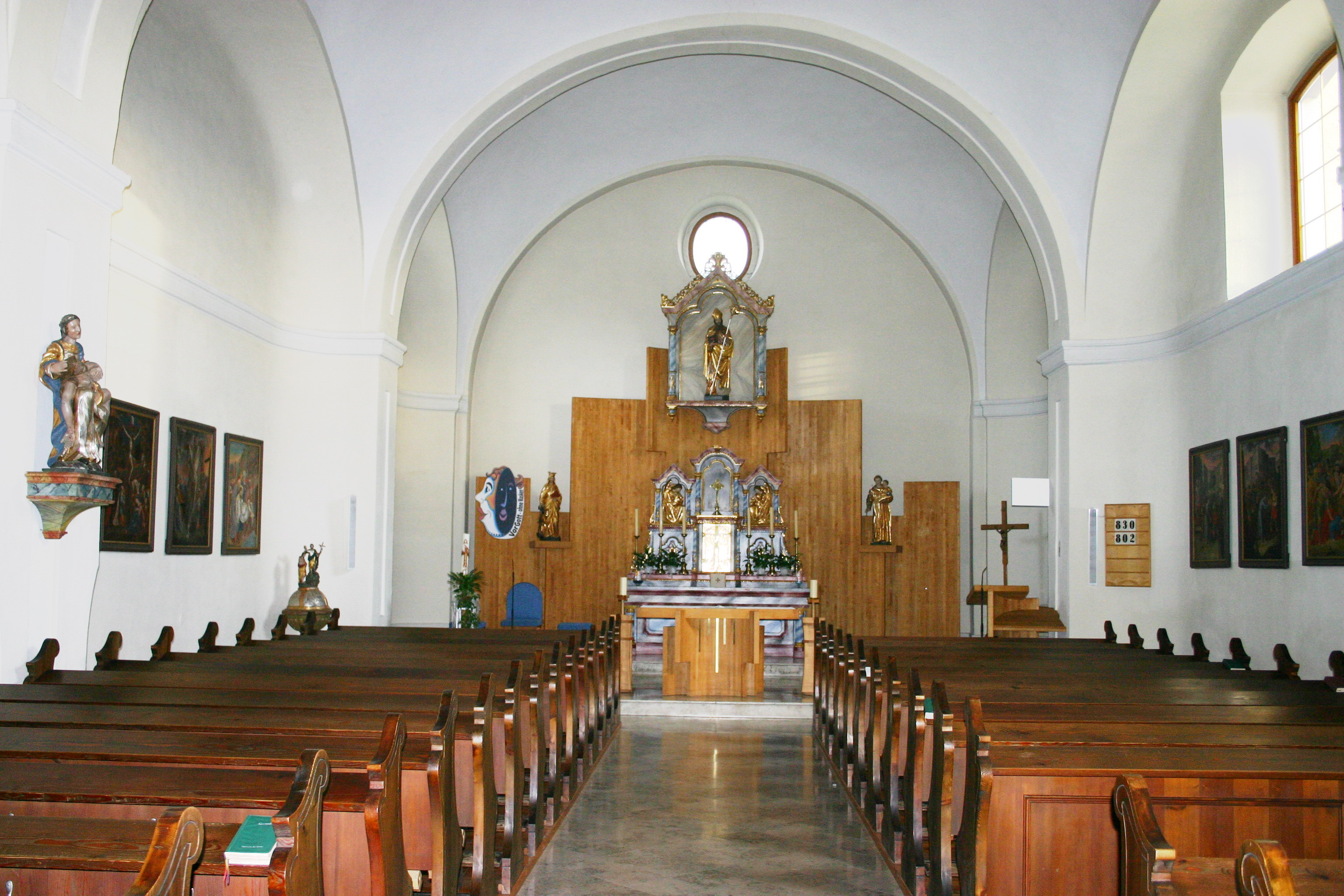
Innenansicht

Das Gotteshaus hat einen zarten, viergeschoßigen, vorgebauten Westturm mit Spitzhelm. Das Schiff ist mächtig mit Faschengliederung und Strebepfeilern. Der Chor ist flach geschlossen. Südseitig schließt ein zweigeschoßiger Sakristeianbau an. Der Kirchenraum ist zweijochig mit Platzlgewölbe zwischen Doppelgurten die auf Säulen lagern. Die Wandabschnitte dazwischen sind zu Nischen gerundet ausgeführt. Das Hauptgesims ist umlaufend. Ein schmaler Triumphbogen trennt das Kirchenschiff vom ebensobreiten Chorjoch. Auch über dem Chorjoch ist ein Platzlgewölbe. Der Hochaltar entstand Ende des 19. Jahrhunderts. Die Skulptur einer Pietà am linken Triumphbogenpfeiler entstand um 1800. Die Ölbilder und die Kreuzwegstationen vom ersten Viertel des 19. Jahrhunderts stammen aus der Pfarrkirche Wenigzell in der Steiermark. Das Bild „Mariä Himmelfahrt“ entstand um 1810.
Die Orgel aus 2005 wurde von Orgelbauanstalt Maribor mit 17 Registern errichtet.